# Jürgen Dietrich
Jürgen Dietrich (* 17. Juni 1935 in Lüdenscheid; † 25. Juni 2010 ebenda) war ein deutscher Jurist und Politiker (CDU). Von 1975 bis 1994 war er Bürgermeister und im Anschluss bis 1999 stellvertretender Bürgermeister der Stadt Lüdenscheid.

## Leben
Der in Lüdenscheid aufgewachsene Rechtsanwalt wurde 1975 zum ehrenamtlichen Bürgermeister der Stadt Lüdenscheid gewählt. In 19 Jahren Amtszeit wurde er viermal wiedergewählt. Zur Kommunalwahl 1994 trat er nicht mehr an. Von 1994 bis 1999 war er Stellvertretender Bürgermeister.

## Politische und persönliche Verdienste

### Kultur
Der Bau des Kulturhauses und der Neubau/Umzug des Geschichtsmuseums der Stadt Lüdenscheid sind zwei von vielen Kulturprojekten in seiner Amtszeit.

### Sport
Aktivitäten verschiedener Sportvereine wurden zusammengeführt und gebündelt.

### Öffentlicher Personennahverkehr
Der ÖPNV in Lüdenscheid wurde durch die Märkische Verkehrsgesellschaft (MVG) nachhaltig verbessert.

### Teilhabe und Inklusion
Jürgen Dietrich setzte sich nachhaltig für die Teilhabe behinderter Menschen ein. In einem alten Gutshof in Wigginghausen bei Lüdenscheid entstand unter der Trägerschaft der Lebenshilfe eine Wohneinrichtung für behinderte Erwachsene. Das Johannes Busch-Haus begleitete er u. a. als Vorsitzender des Freundeskreises und setzte sich für die Einrichtung des Cafés Der kleine Prinz als Begegnungsstätte von Menschen mit und ohne Behinderungen ein.

## Ehrungen
- Ehrenbürger der Stadt Lüdenscheid
- Träger des Verdienstordens des Landes Nordrhein-Westfalen

## Namensgeber
- Jürgen Dietrich Weg in Lüdenscheid
- Jürgen Dietrich Bürgerforum im Untergeschoss des Lüdenscheider Rathauses[3]